# おおつか麗衣
おおつか 麗衣（おおつか れい、1986年4月13日 - ）は、京都府出身の元グラビアアイドル、元女優である。

## 略歴
2006年に旧芸名の「大塚麗衣」から改名した。（大塚を漢字から平仮名に変更した）
- 2011年3月26日放送の王様のブランチ（TBSテレビ）でリポーターを卒業。同時に芸能界引退を同日付のブログにて発表した。
- 2011年4月26日日本中央競馬会(JRA)所属騎手の川田将雅との結婚が川田騎手から発表。その翌日、おおつかのブログからも結婚の報告がされた。

## プロフィール
- 趣味：人間観察、自家菜園、部屋の片付け
- 特技：クラシックバレエ（キャリア11年）、短距離走、書道（5段）
- スターダストプロモーション所属
- 2008年4月26日、ブログを開設。

## 主要な活動

### テレビ
- 恋話 〜ハナの恋物語〜（テレビ朝日系／第2話／2007年2月5日）
- TOYOTA ドラマCM「夢路〜告白編」（TBSテレビ／2007年4月29日）
- MAGISTER NEGI MAGI 魔法先生ネギま!（テレビ東京系深夜ドラマ／雪広あやか役／2007年10月 - 2008年3月）
- 王様のブランチ（TBSテレビ／2008年2月2日放送分から2011年3月26日放送分までブランチリポーター）
- SPEC〜警視庁公安部公安第五課 未詳事件特別対策係事件簿〜（TBSテレビ／2010年10月22日「丙の回」(第3話)／女托鉢僧役・京都方言指導）[1]

### CM
- 江崎グリコ 「BREO（ブレオ）」
- music.jp 「HY／未来」TV-SPOT
- カプコン 「宝島Z バルバロスの秘宝（Wii）」

### DVD
- Pure Smile（2005年2月18日、竹書房）
- Kiss（2005年8月20日、ラインコミュニケーションズ）

### 写真集
- 蒼い衝撃（2005年2月18日、竹書房、撮影：塚田和徳）ISBN 978-4812420133

### 舞台
- 女優☆座Vol.2「お台場の母」（2006年8月24日 - 27日、スタジオドリームメーカー）

### 広告
- 文芸社ビジュアルアート 雑誌広告・Web （2006年4月 - 6月）
- リコー「imagio MP」 リーフレット （2006年7月 - ）